# Charles Ehresmann
Charles Ehresmann est un mathématicien français né à Strasbourg le 19 avril 1905 et mort à Amiens le 22 septembre 1979.

## Biographie
Il a fait ses études de mathématiques à l'École normale supérieure de 1924 à 1927. Agrégé en 1927, il enseigne ensuite au lycée de Rabat jusqu'en 1929. Il poursuit ses recherches, à Paris, à Göttingen et à Princeton. Il soutient une thèse de docteur d'État en 1934 : Sur la topologie de certains espaces homogènes, sous la responsabilité d'Élie Cartan. Charles Ehresmann a aussi fait partie du groupe Bourbaki.
Charles Ehresmann a ensuite été chargé de recherches au Centre national de la recherche scientifique de 1934 à 1939. Il a exercé comme maître de conférences à la faculté des sciences de Strasbourg, repliée à Clermont-Ferrand pendant la Seconde Guerre mondiale, de 1939 à 1955. Il a ensuite enseigné à la Sorbonne de 1955 puis, après la création de plusieurs universités en 1969, il a été affecté à l'université Paris VII - Diderot, où il est resté jusqu'en 1975. Bien qu'ayant officiellement pris sa retraite, il a été chargé de cours à l'université de Picardie de 1975 à 1978.
Il a aussi été invité à l'étranger pour enseigner et donner des conférences, aux États-Unis (Yale, Princeton, Lawrence), au Brésil (Rio de Janeiro, São Paulo), en Argentine (Buenos Aires), au Mexique (Mexico), au Canada (Montréal) et en Inde (Bombay).
Il a dirigé entre autres les thèses de Jean Bénabou, Jacques Feldbau, André Haefliger, Paulette Libermann, Valentin Poénaru, Georges Reeb, Wu Wen-Tsün.

## Prix et distinctions
Honoré de nombreuses distinctions françaises et étrangères, dont le prix Francœur en 1940, il a aussi reçu le titre de docteur honoris causa de l'université de Bologne.

## Œuvres
Charles Ehresmann est l'auteur de deux livres :
- Catégories et structures, Paris, Dunod, 1965 ;
- Algèbre, Paris, CDU, 1969.

Il a aussi rédigé plusieurs cours pour les universités dans lesquelles il a travaillé.
On lui doit plus d'une centaine d'articles. La plupart d'entre eux ont été réédités dans l'ouvrage suivant par les soins de sa veuve : Charles Ehresmann et Andrée Charles-Ehresmann (éditrice) (ces Œuvres complètes sont en réalité des suppléments à la revue Cahiers de topologie et géométrie différentielle catégoriques (en) fondée en 1957 par Ehresmann), Œuvres complètes et commentées, vol. I à IV, Amiens, 1984, 3180 p. (lire en ligne).